# Емил Влајки
Емил Влајки (Русе, 1942) је политички аналитичар, политички филозоф, доктор и професор политичких наука и бивши потпредсједник Републике Српске.

## Биографија
Емил Влајки је рођен у старој дубровачкој породици 1942. године, а одрастао је у Сплиту. Факултет политичких наука и Економски факултет је завршио у Загребу, а магистрирао и докторирао из политичких наука на Сорбони у Паризу. Био је професор политичких наука у Сарајеву до 1992. године, те професор на више свјетских универзитета (Јел, Леувен, Монтрела, Лавал, Отава). Више од десет година је провео у Канади и Француској. Три мјесеца је био савјетник Слободана Милошевића током суђења у Хагу. Од јесени 2005. живи у Источном Сарајеву и предаје на Филозофском факултету Универзитета у Источном Сарајеву, као и Независном универзитету за политичке и друштвене науке у Бањој Луци. На мјесто потпредсједника Републике Српске из редова хрватског народа је изабран 2010. године.

## Приватни живот
Године 2015. се венчао у 72. години живота, са Андријаном Орландо.

## Објављена дјела
Аутор је десетак књига из филозофско-политичке есејистике, објављених на више језика.
- , издавач: Legas, (1999), (језик: енглески)
- Антихуманизам,
- Демонизација Срба: Западни империјализам, његови злочини, слуге и лажи, издавач: ИКП ”Никола Пашић”, Београд (2001)
- Амерички терор: О нацији која није престала ратовати од почетка свог постојања, издавач: Бесједа, Бањалука, (2006)
- Грађански рат у Црној Гори,
- Патологија ума,
- Игре друштвеног комуницирања, издавач: Младост, Београд, (1984)
- Увод у комуницирање постмодернизма, издавач: Факултет политичких наука Универзитета у Бањалуци, Бања Лука, (2007)
- Косовско распеће Србије,
- Међународни односи постмодернизма, издавач: Литера